# Quasi-Park Narodowy Sobo-Katamuki
Quasi-Park Narodowy Sobo-Katamuki (jap. 祖母傾国定公園 Sobo-Katamuki Kokutei Kōen) – quasi-park narodowy na Kiusiu (Kyūshū), w Japonii.
Park obejmuje tereny usytuowane w prefekturach Miyazaki i Ōita, o łącznym obszarze 220 km².. Na terenie parku znajdują się góry: Sobo, Okue i Katamuki oraz wąwóz Takachiho.
Park jest klasyfikowany jako chroniący krajobraz (kategoria V) według IUCN.
Obszar ten został wyznaczony jako quasi-park narodowy 25 marca 1965. Podobnie jak wszystkie quasi-parki narodowe w Japonii, jest zarządzany przez samorząd lokalny prefektury.

## Galeria

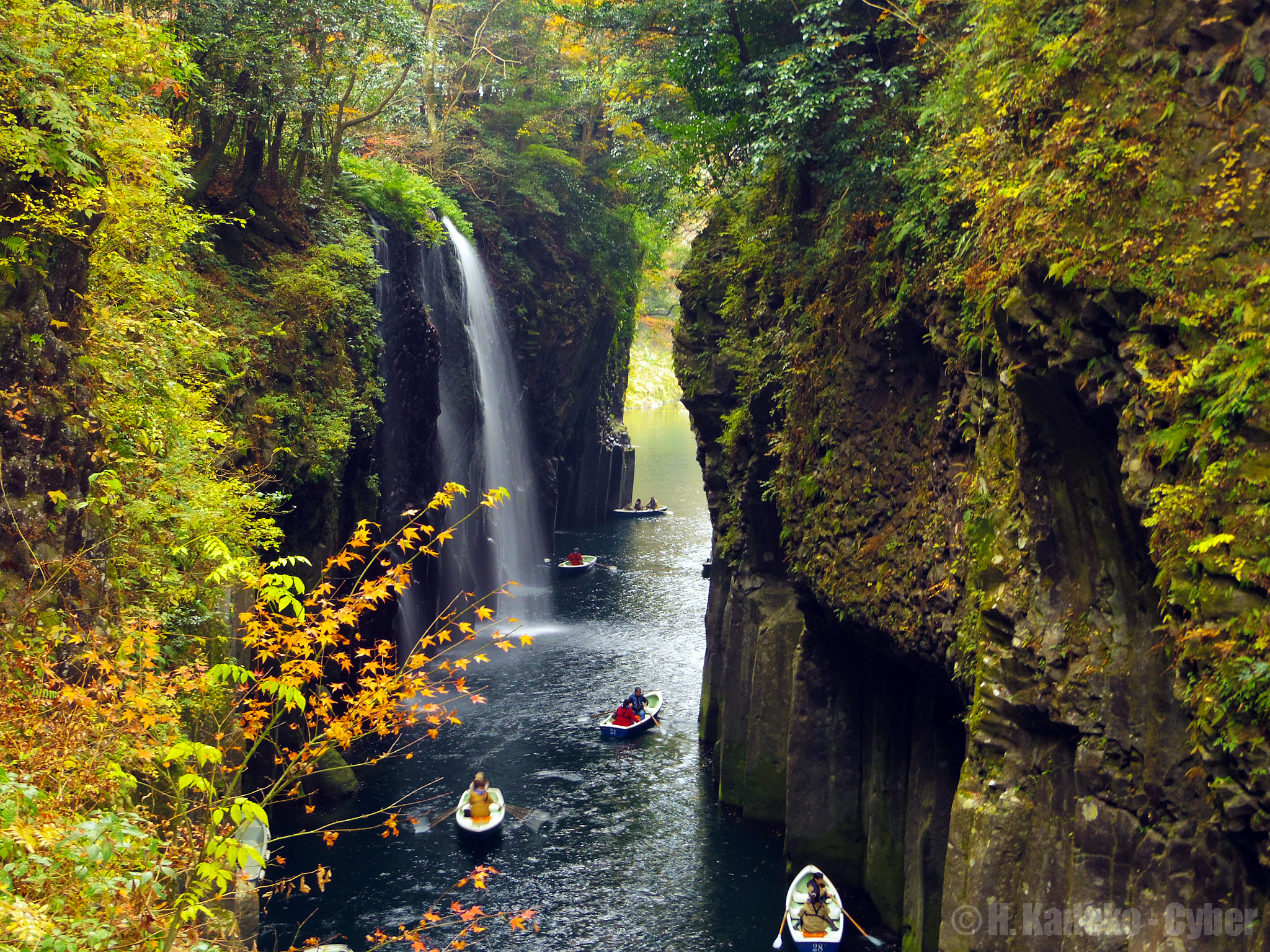
Przełom Takachiho rzeki Gokase, po lewej wodospad Manai
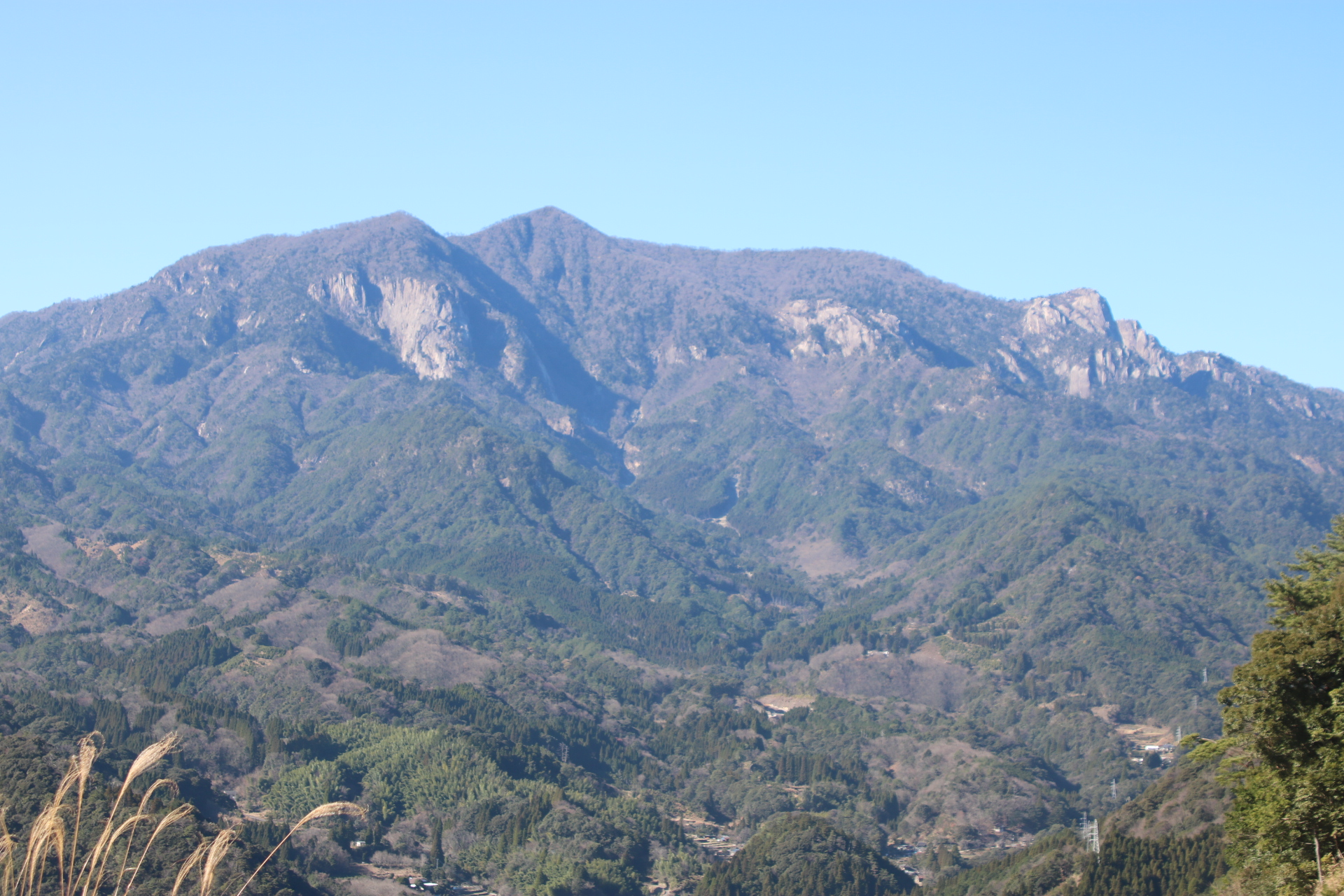
Okue-yama
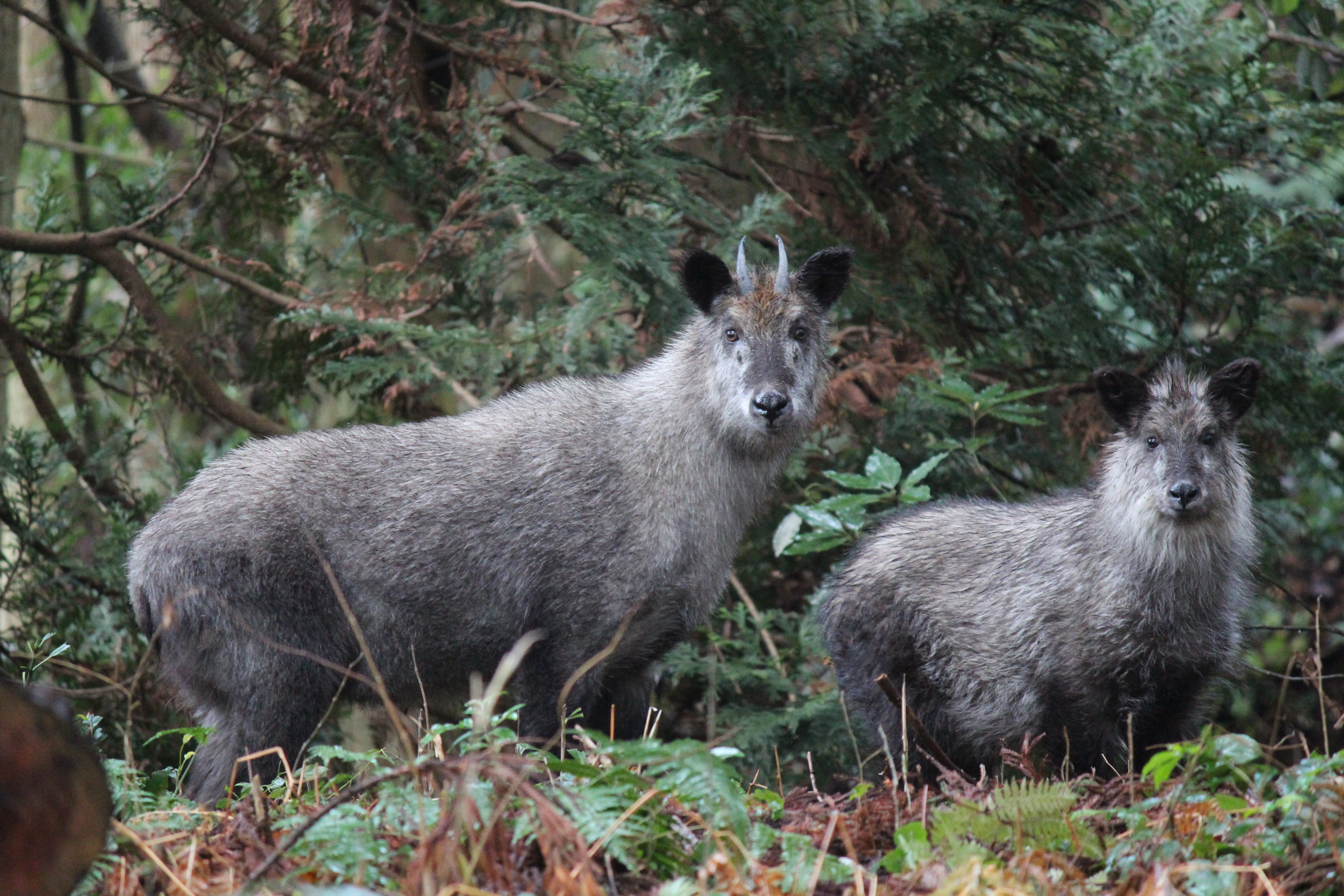
Kamoshika